# Polnareff's
Pour les articles homonymes, voir Polnareff.
Albums de Michel Polnareff
Le Bal des Laze
(1968) Polnarévolution
(1972)
Polnareff's est le 3e album studio de Michel Polnareff, sorti en 1971.

## Historique
musiciens: 
Michel  Polnareff: chant, piano et claviers
Jimmy Page (de led Zeppelin): guitare
Herby Flowers: basse
Bfrian Bennet: batterie

## Accueil
L'album est inclus dans l'ouvrage Philippe Manœuvre présente : Rock français, de Johnny à BB Brunes, 123 albums essentiels.

## Liste des titres
| No  | Titre                           | Auteur                     | Durée |
| --- | ------------------------------- | -------------------------- | ----- |
| 1.  | Voyages (instrumental)          | M. Polnareff               | 2:52  |
| 2.  | Né dans un ice-cream            | J.-L. Dabadie/M. Polnareff | 3:22  |
| 3.  | Petite, petite                  | J.-L. Dabadie/M. Polnareff | 3:20  |
| 4.  | Computer's Dream (instrumental) | M. Polnareff               | 4:16  |
| 5.  | Le désert n'est plus en Afrique | M. Polnareff/M. Polnareff  | 3:04  |
| 6.  | Nos mots d'amour                | J.-L. Dabadie/M. Polnareff | 3:13  |
| 7.  | ... Mais encore (instrumental)  | M. Polnareff               | 2:15  |
| 8.  | Qui a tué grand'maman ?         | M. Polnareff/M. Polnareff  | 2:37  |
| 9.  | Monsieur l'Abbé                 | M. Polnareff/M. Polnareff  | 3:30  |
| 10. | Hey You Woman                   | P. Delanoë/M. Polnareff    | 5:21  |
| 11. | À minuit, à midi                | J.-L. Dabadie/M. Polnareff | 3:36  |

## Le soulèvement de Gwangju
En 1980 en Corée du Sud, lorsqu'éclate un mouvement social aujourd'hui considéré comme majeur de l'Histoire du pays nommé le Soulèvement de Gwangju, la chanson Qui a tué grand'maman est largement diffusée à la radio et très populaire.
La chanson voit son air repris par les manifestants qui en changent les paroles sous le nom La chanson de mai ( hangeul: 오월의 노래, RR : Oworui Norae ). Celle-ci devient un hymne révolutionnaire et un symbole d'insurrection contre la dictature du général Chun Doo-Hwan alors en place.